# Alec Dankworth
Alec Dankworth (Londen, 14 mei 1960) is een Britse jazzbassist en componist.

## Carrière
Dankworth groeide op in een muzikale familie. Zijn ouders waren John Dankworth en Cleo Laine. De zangeres Jacqui Dankworth is zijn zus. Na zijn bezoek aan de Bedford School studeerde hij van 1978 tot 1980 aan het Berklee College of Music. Vervolgens was hij tot 1983 lid van het Cleo Laine/John Dankworth Quintet, waarmee hij op reis ging naar de Verenigde Staten, Europa en Australië. Hij werkte met Tommy Chase, de BBC Radio Big Band en Clark Tracey, met wie hij twee albums opnam. Met Nigel Kennedy bracht hij in 1988 een duo-opname uit van Duke Ellingtons suite Black, Brown and Beige en vertolkte tijdens een tournee in het Verenigd Koninkrijk De vier jaargetijden van Antonio Vivaldi. Tijdens de jaren 1980 speelde hij ook met Dick Morrissey, Spike Robinson, Jean Toussaint, Michael Garrick en Julian Joseph en formeerde hij een eigen kwartet.
Met Abdullah Ibrahim toerde hij in 1993 door Europa en Zuid-Afrika. Vervolgens behoorde hij tot de band van Van Morrison. In 1997 verhuisde hij naar New York en speelde hij met het Duke Ellington-orkest. Sinds 1998 was hij lid van het kwartet van Dave Brubeck, waarmee hij ook op tournee ging en optrad in de Carnegie Hall. In 2001 keerde hij terug naar Londen. Samen met zijn vader leidde hij de Generation Band, waarmee hij drie albums uitbracht. Ook speelde hij met Mose Allison, Clark Terry, Mel Tormé, Anita O'Day, Aster Aweke, Peter King, Guy Barker, Tina May, Bill Le Sage, Ken Peplowski, Tommy Smith, Jacqui Dankworth en Martin Taylor. In 2002 formeerde hij zijn eigen trio met Julian Argüelles en Phil Robson, waaruit in 2006 het kwintet Spanish Accents ontstond. Ook nam hij op met Buddy DeFranco, John Williams, James Galway en het London Symphony Orchestra.

## Discografie
- 1996: Generation Band: Rhythm Changes
- 2003: If You're Passing By
- 2008: Spanish Accents

- Bibliothèque nationale de France: cb141689983 (data)
- Gemeinsame Normdatei: 134354672
- International Standard Name Identifier: 0000 0000 6656 0714
- Library of Congress Control Number: n88656110
- MusicBrainz: 0af91c09-9ed6-4b70-b780-e81c50499a02
- Système universitaire de documentation: 159213770
- Virtual International Authority File: 220322
- WorldCat: E39PBJjHfrQh9YQKmQxrbTqWjC